# Moře královny Viktorie
Moře královny Viktorie (rusky Море королевы Виктории, Morje korolevy Viktorii) je vodní plocha v Severním ledovém oceánu, která se rozprostírá od severovýchodu Špicberků až k severozápadu Země Františka Josefa. Po většinu roku je zataraseno ledem.
Moře bylo pojmenováno po britské královně Viktorii. Ruský polární badatel Valentin Ivanovič Akkuratov tvrdil, že jedna z větví Golfského proudu dosahuje na severu až do moře královny Viktorie.

## Geografie
Moře královny Viktorie se nachází na 81. stupni severní zeměpisné šířky a 38. stupni východní zeměpisné délky. Severní ledový oceán na sever od moře královny Viktorie je celoročně pokryt ledem. Na západě moře sahá až ke špicberskému souostroví Sjuøyane a na východě až k Rudolfovu ostrovu v souostroví Země Františka Josefa. Na jihu je ohraničují špicberský Bílý ostrov a Viktoriin ostrov v polovině vzdálenosti mezi Špicberkami a Zemí Františka Josefa. Dál směrem na jih se rozkládá Barentsovo moře.